# Kang (kinesisk säng)

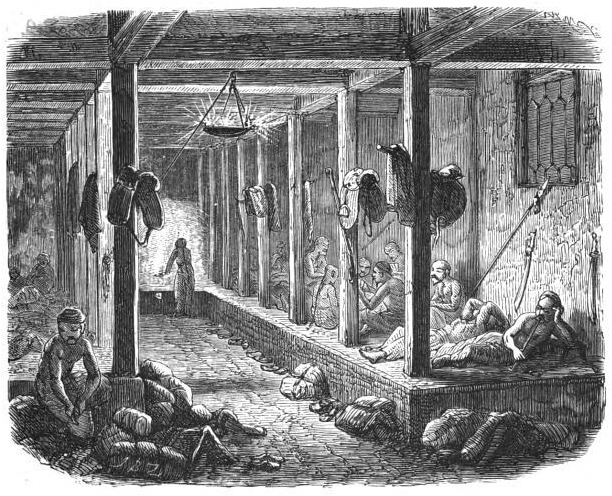
En stor kang delad av gästerna på ett enrums värdshus nära Jilin, 1887.

Kang (kinesiska 炕, pinyin kàng))  är en uppvärmbar säng eller plattform av tegel eller liknande material. Den förekommer traditionellt på landsbygden i norra Kina. Den fungerar som sovplats för hela familjen men används också för samvaro och olika inomhusaktiviteter under den kalla årstiden. 
Kangen kan liknas vid en stor liggande kakelugn. Den byggs längs en yttervägg och värms av rökgaserna från en eldstad, som kan vara placerad i ett angränsande köksutrymme eller bakom en lucka på husets utsida.